# Hollywood Canteen (film)
Pour les articles homonymes, voir Hollywood Canteen.
Pour plus de détails, voir Fiche technique et Distribution.
Hollywood Canteen est un film américain en noir et blanc de Delmer Daves, sorti en 1944.
À l'instar du film Remerciez votre bonne étoile sorti un an plus tôt, Hollywood Canteen est un exemple de la contribution financière de Hollywood à l'effort de guerre américain. Tous les bénéfices des billets d'entrée, c'est-à-dire les cachets des acteurs du film, ont été reversés sur le compte du Hollywood Canteen, un cabaret-restaurant où les stars de l'époque accueillaient gratuitement les membres des forces armées américaines en permission.

## Synopsis
Deux soldats en permission passent trois nuits à la Hollywood Canteen avant de reprendre le service actif dans le Pacifique Sud. Slim Green se trouve être, par un heureux hasard, le millionième GI à profiter de la Cantine : il gagne par conséquent un rendez-vous avec Joan Leslie. De son côté, l'autre GI, le sergent Nolan, parvient à danser avec Joan Crawford. 
Les fondateurs de la cantine (les acteurs Bette Davis et John Garfield), donnent ensuite des conférences sur l'histoire de la cantine. Les soldats savourent une variété de numéros musicaux interprétés par une foule de stars hollywoodiennes, ainsi que des comédiens, tels que Jack Benny et son violon.

## Fiche technique
- Titre original : Hollywood Canteen
- Réalisation : Delmer Daves
- Scénario : Delmer Daves
- Directeur musical : Leo F. Forbstein
- Musique : Ray Heindorf et Heinz Roemheld (non crédité)
- Arrangements musicaux : Fletcher Henderson (non crédité)
- Chorégraphie : LeRoy Prinz
- Photographie : Bert Glennon
- Montage : Christian Nyby
- Direction artistique : Leo K. Kuter
- Décors : Casey Roberts
- Costumes : Milo Anderson
- Producteur(s) : Alex Gottlieb et Jack L. Warner (producteur exécutif)
- Société de production et de distribution : Warner Bros.
- Pays de production : États-Unis
- Langue originale : anglais américain
- Format : noir et blanc — 35 mm — 1,37:1 — son : mono (RCA Sound System)
- Genre : film musical, comédie romantique
- Durée : 124 minutes
- Dates de sortie :
  - États-Unis : 15 décembre 1944 (New York)
  - États-Unis : 31 décembre 1944 (sortie nationale)
  - France : 29 octobre 1947

## Distribution
Pour la plupart dans leurs propres rôles
- The Andrews Sisters
- Jack Benny
- Joe E. Brown
- Eddie Cantor
- Kitty Carlisle
- Jack Carson
- Dane Clark : Sgt. Nowland
- Joan Crawford
- Helmut Dantine
- Bette Davis
- Faye Emerson
- Victor Francen
- John Garfield
- Sydney Greenstreet
- Alan Hale
- Paul Henreid
- Robert Hutton
- Andrea King
- Joan Leslie
- Peter Lorre
- Ida Lupino
- Irene Manning
- Nora Martin : hôtesse
- Joan McCracken : sanseuse
- Dolores Moran
- Dennis Morgan
- Janis Paige : Studio Guide
- Eleanor Parker
- William Prince
- Joyce Reynolds
- John Ridgely
- Roy Rogers
- Trigger
- S. Z. Sakall
- Zachary Scott
- Alexis Smith
- Barbara Stanwyck
- Craig Stevens
- Joseph Szigeti : Performeur
- Donald Woods
- Jane Wyman
- Barbara Brown : Mme Brodel
- Jimmy Dorsey et son orchestre